# 審判權與管轄權 (民事訴訟)
審判權與管轄權大略來說是指某法院就某訴訟案件得否為具體審判之問題，按照不同的層次區分為審判權以及管轄權二者。審判權和管轄權皆為民事訴訟的訴訟要件，均屬職權調查事項。

## 審判權
審判權是將全國的所有民事法院視為一個整體，就特定訴訟是否應由民事法院審判的問題，也稱為「抽象的管轄權」。若具體訴訟案件被定性為行政或刑事案件，則民事法院對該案件即無審判權。通常審判權的衝突會發生在民事法院和行政法院之間，又可以分為「審判權的積極衝突」和「審判權的消極衝突」二者，前者係指民事和行政法院就具體訴訟均認其有審判權，後者則相反，即民事和行政法院就具體訴訟均認其無審判權。實務上所發生的審判權衝突大部分屬於後者，前者則相當罕見。因為審判權的消極衝突可能使人民求助無門，對其權利保護至為不利，因此民事訴訟法和行政訴訟法針對此情況設有相關配套之規定。

### 審判權欠缺
欠缺審判權者，法院應以裁定駁回原告之訴。如果欠缺審判權，法院未為駁回而為本案判決者，該判決為無效判決。